# 오리오정
오리오정(折尾町)은  후쿠오카현 온가군에 존재했던 정이다. 현재의 기타큐슈시 야하타니시구의 일부에 해당한다.

## 역사
- 1889년 4월 1일 - 정촌제 시행에 의해 구키나미촌이 성립하였다.
- 1891년 2월 28일 - 오리오역이 개업하였다.
- 1904년 7월 1일 - 오리오촌으로 개칭되었다.
- 1918년 12월 15일 - 정으로 승격해 오리오정이 되었다.
- 1944년 12월 8일 - 야하타시에 편입해 소멸하였다.